# Siebel Si 204
Siebel Si 204 byl německý cvičný a transportní jednoplošný dvoumotorový letoun se záďovým zatahovacím podvozkem, který byl používán za druhé světové války i po ní.

## Vývoj
Siebel Si 204 byl původně vyvinut z typu Fh 104 koncipovaný jako lehký dopravní letoun. Probíhající válečné události však výrazně ovlivnily jeho další vývoj a stroj byl postupně vyvíjen pro vojenské účely, konkrétně nákladní dopravu, spojovací, sanitní, štábní, povětrnostní a fotografickou službu.
Siebel 204 byl projektován jako malé transportní letadlo s dvoučlennou posádkou a 8 pasažéry pro německou Lufthansu. Vývoj tohoto celokovového letadla začal v roce 1938. Zákazníkem bylo jako obvykle RLM, ale vývoj probíhal v úzké spolupráci mezi Lufthansou a firmou Siebel v Halle. Po zahájení války bylo překonstruované na cvičný letoun s plně proskleným kokpitem pro lety naslepo.
První prototyp stroje Siebel Si 204 V1 vzlétl 23. května 1941 a ukázalo se, že se jedná o zdařilý stroj. Ten se začal vyrábět v různých obměnách a sloužil i k jiným účelům (např. nočnímu bombardování či jako spojovací letadlo).
V té době firma Siebel vyráběla v licenci Junkers Ju 88 a tak byla schopna vyrobit pouze 15 prototypů. Proto SNCAN ve Francii vyráběl civilní verzi A1 a také předsériovou A0 mezi dubnem 1942 a listopadem 1943. ČKD/BMM v protektorátu Čechy a Morava mezitím produkovalo verzi D0 s proskleným kokpitem; první kus doručili v lednu 1943.
První sériovou variantou se stal Si 204 A-1 s motory Argus As 410 po 265 kW, kterou následoval typ Si 204 D se zcela novou, plně prosklenou přídí trupu s kabinou posádky. Pohon tohoto stroje zajišťovaly dva motory Argus As 411 o vzletovém výkonu 427 kW vybavené dvoulistými vrtulemi.
Si 204 D vybavené radary FuG 217 a 218 byly určeny k výcviku operátorů nočních stíhacích letounů Junkers Ju 88 a Heinkel He 219.
Prototypy Si 204 D V22, Si 204 D V23 a letouny Si 204 E-0 byly vybaveny hřbetní střeleckou věží DL 131 s jedním kulometem MG 131 ráže 13 mm. Na vnějších závěsnících mohly nést pumový náklad do hmotnosti 1000 kg.
Letadla byla vyráběna ve Francii v továrně SNCAC, kde celková produkce dosáhla 168 kusů a v okupovaném Československu (Protektorát Čechy a Morava) u firmy Aero (515 kusů).
Po ukončení druhé světové války bylo pokračováno ve výrobě ve francouzské továrně SNCAC. Verze Si 204 D jako Nord NC-701 Martinet a Si 204 A jako Nord NC-702 Martinet. Francouzské stroje měly instalované pohonné jednotky Renault-12 S-00 s třílistými kovovými stavitelnými vrtulemi Ratier o průměru 2,65 m. Celkem bylo ve Francii vyrobeno 350 kusů, ze kterých civilní dopravce Air France odebral 31 stroj, šest NC-702 sloužilo od roku 1946 k přepravě pošty a dalších šest ve fotogrammetrické verzi používal Národní geografický institut. Většinu těchto letounů převzalo francouzské letectvo nebo námořní letectvo Aéronavale.
Polské aerolinie LOT zakoupily v roce 1947 šest letounů NC-701 (imatrikulace SP-LFA až -LFF). Tyto stroje sloužily v oddělení aerofoto PLL LOT jako fotogrammetrické a v roce 1948 byly předány vojenskému letectvu. Dva letouny tohoto typu zakoupilo také Švédsko.
Poválečná výroba pokračovala rovněž v československých firmách Aero Vodochody a ČKD Praha, které je dodávaly jak pro potřeby československé armády pod označením C 3 A pro výcvik pilotů, C 3 B pro výcvik bombardování a střelby, tak i jako civilní letouny pod označením C-103. Dodávaly se v provedení C-103A pro dva piloty a devět cestujících, C-103B pro tříčlennou posádku a šest cestujících a C-103C pro tříčlennou posádku a sedm pasažérů. Pohonné jednotky byly typu M-411R po 408 kW, zprvu upravované v Leteckých opravnách v Malešicích a později vyráběné v n. p. Motorlet.
Od 1. března 1946 do roku 1950 používaly Siebely v počtu pět kusů ČSA (OK-ZCD, -ACS, -ACV, -ADF a -ADY). Nasazeny byly na linky z Prahy do Karlových Varů, Ostravy, Olomouce a Mariánských Lázní. Dalším československým civilním uživatelem bylo Ministerstvo dopravy a Svazarm, kde byly využívány k parašutistickému výcviku. Dva exempláře používala i gottwaldovská dopravní společnost Svitlet.
V Nizozemsku po válce létal jeden Si 204 D-1 (PH-NLL, Werk-Nr.322167), který byl využíván jako létající laboratoř.

## Bojové nasazení

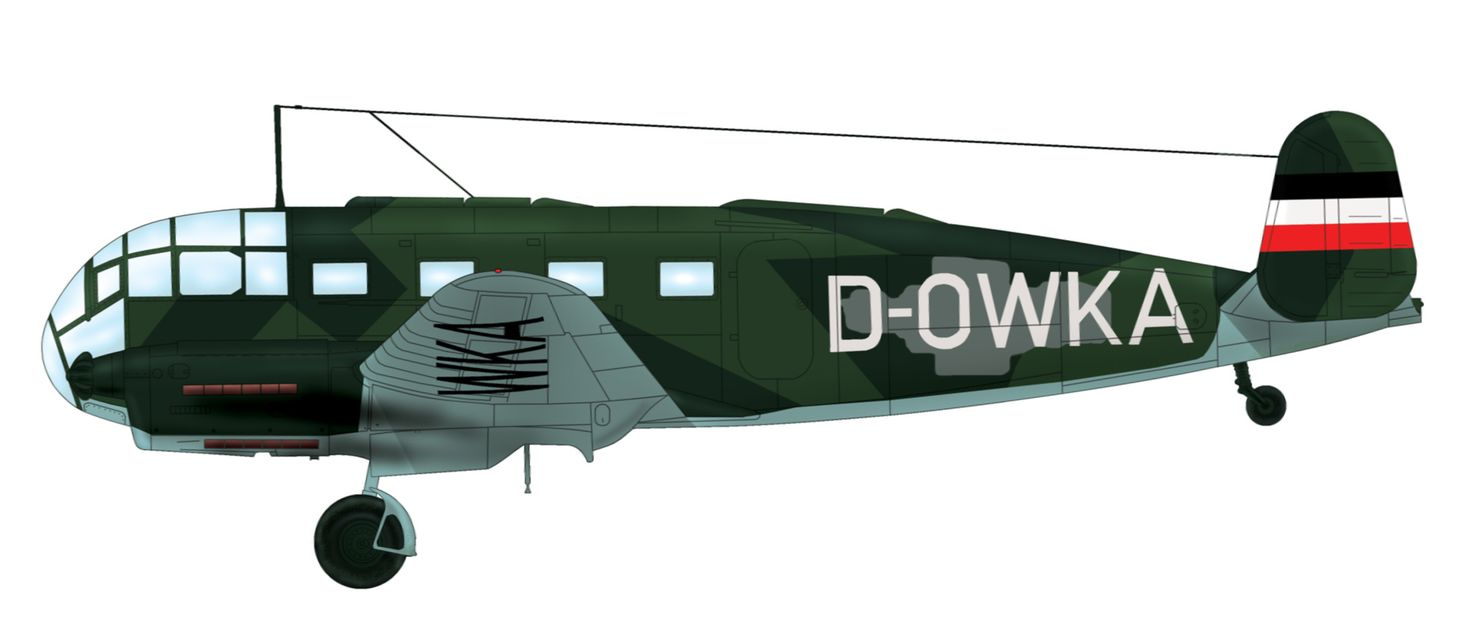
Siebel Si 204D-1, D-OWKA, od 2./KG 200 použitý v dubnu 1945 při mírových jednáních Alberta Speera, letěl z Prahy do Curychu. Letoun zjevně denně měnil svůj marking. V nakreslené podobě měl letět s K. H. Frankem začátkem května 1945 mezi Prahou a Flensburgem-Mürwickem na jednání nové prozatímní německé vlády a jejího tehdejšího prezidenta Karla Dönitze a zpět na letiště v Hradci Králové

Siebel Si-204D byl používán zejména v leteckých učilištích typu B a C a jednotkou FÜG 1 (dodavatelská jednotka Luftwaffe) pravděpodobně jako osobní letadlo pro posádky, které dodávaly jiná letadla k bojovým jednotkám. Siebel Si-204A byl používán hlavně spojovacími letkami a také jako osobní letadlo pro vyšší důstojníky, ale také v leteckých školách.
V červenci 1944 bylo dodáno 5 ks Siebelu Si-204, které měly být překonstruovány na noční bojové letouny, avšak žádné další kusy pak už pro tento účel dodány nebyly. Neexistují však žádné důkazy, že by tyto stroje byly použity v boji .
Lufthansa obdržela nejméně pět kusů Si-204. První prototyp s imatrikulaci D-AEFR byl zkoušen od března do května 1941 pražskou pobočkou Lufthansy. Od jara 1942 do jara 1943 byl druhý prototyp s imatrikulaci D-ASGU používaný na pravidelných linkách jako nákladní letadlo. Stroj Siebel Si- 204 byl pravděpodobně posledním německým letadlem sestřeleným na západní frontě. Tento sestřel se odehrál večer ve 20:00 dne 8. května 1945. Sestřelil ho poručík KL Smith ze 474. stíhací skupiny letící na stroji P-38 Lightning přibližně 5 km od městečka Rodach v Bavorsku.
Po skončení války se jeden Si- 204D zachoval na letišti Berlín-Tempelhof. Další přeletěl do Enns v Rakousku, kde byl zajat Spojenci. Ukořistěné Si-204 byly používány pro různé účely; v Sovětském svazu létaly u společnosti Aeroflot a v CAGI, ale brzy byly nahrazeny stroji domácí výroby.

## Dochované stroje
Není známo, že by se do dnešních dnů zachoval jakýkoliv původní Siebel Si-204. Všechny zachovalé stroje jsou v licenci vyráběné stroje Aero C-3/103 a Nord NC 701/NC 702. Stroj na obrázku v tabulce pochází z muzea ve Kbelích. Jde o rekonstrukci s použitím částí z strojů Aero C-3A a Nord NC 702, přičemž v současné podobě představuje verzi Aero C-3A. Další relativně zachovalý licenční Si-204 se nachází ve Švédsku v muzeu Air and Space Museum v Arlandě u města Stockholm. Ve švédském muzeu Flygvapenmuseum ve městě Linköping je možné vidět zachovalý Nord NC 702. V pařížském muzeu Musée de l'Air et de l'Espace je možné vidět také renovovaný Nord NC 702. V Německu je možné vidět Nord NC 702, který se nachází v berlínském Deutsches Technikmuseum. Po světě se také nachází větší množství nekompletních částí a nejméně dvě rekonstrukce, které by měly vyústit do jednoho letuschopného a jednoho statického exponátu.

## Uživatelé

### Vojenští
Československo

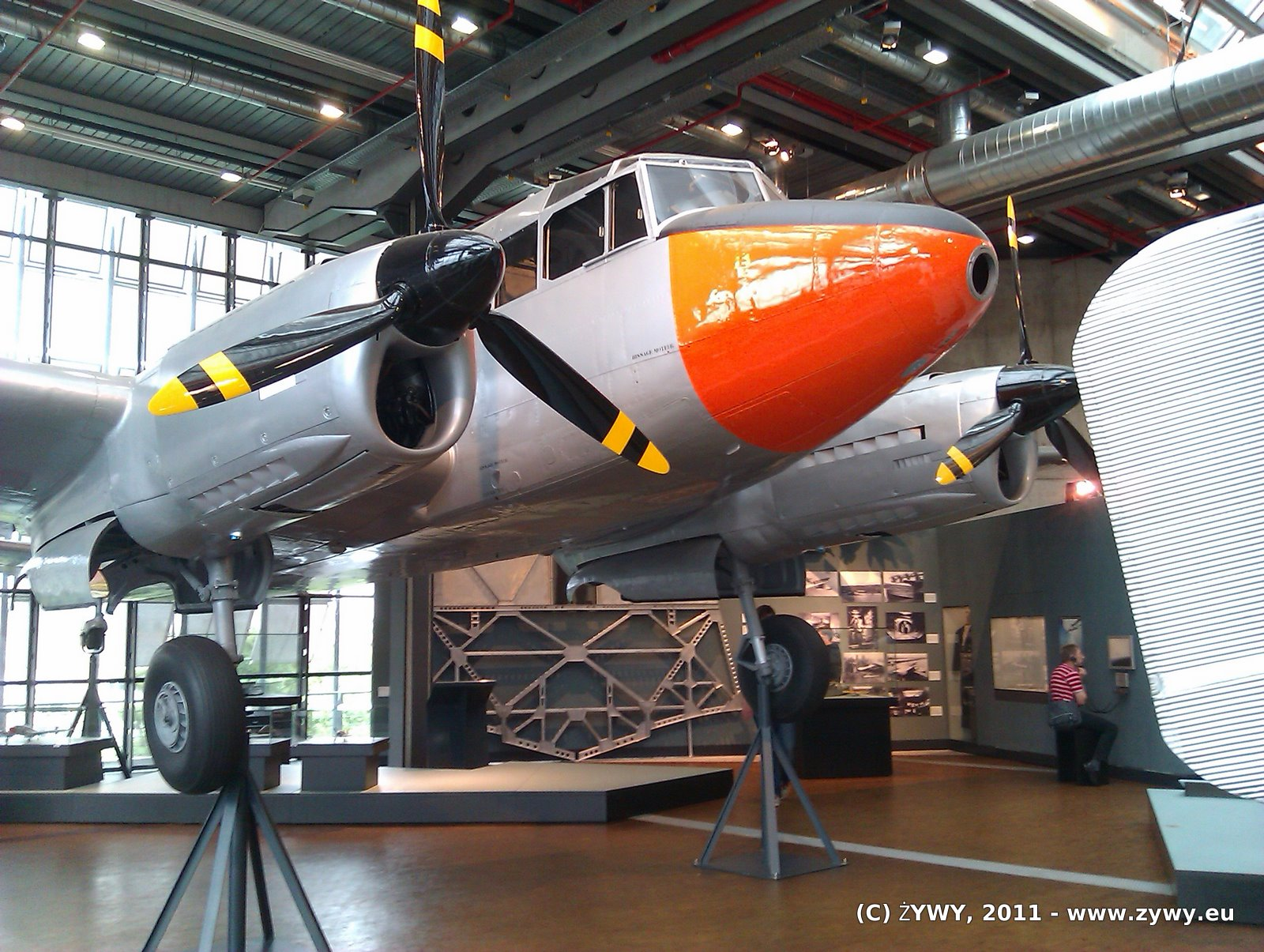
SNCAC NC.702 Martinet

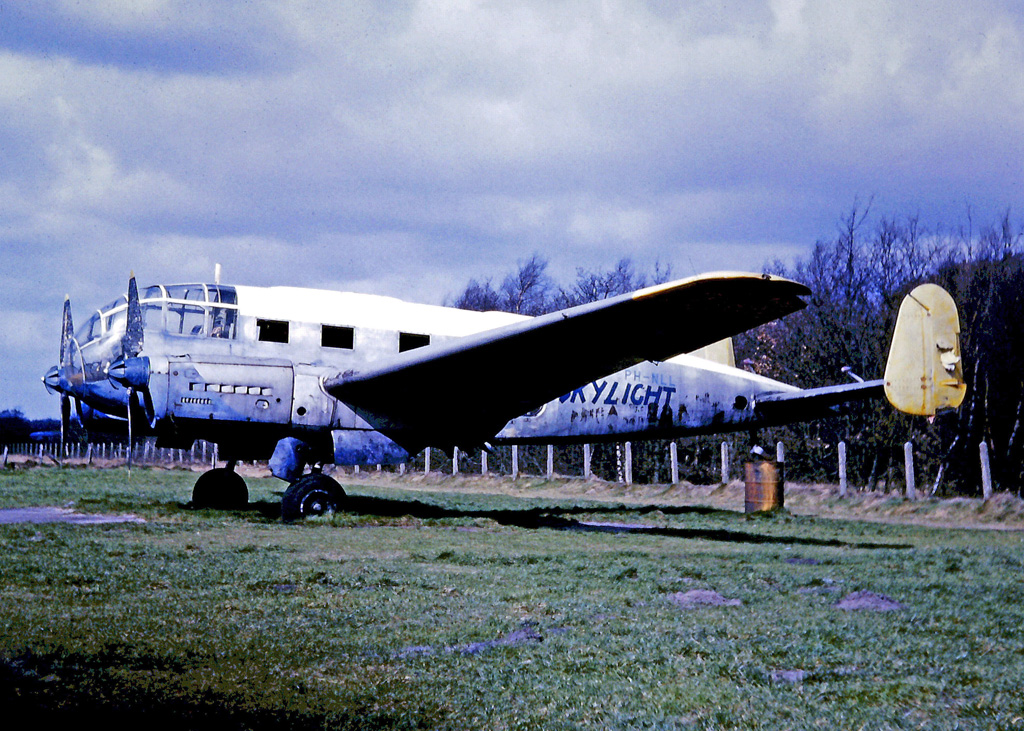
Siebel Si 204D PH-NLL na letišti Hilversum v Nizozemsku roku 1967

- Československo používalo do druhé poloviny 50. let 20. století stroje Aero C-3A, které byly během války vyráběny v okupovaných továrnách Aero a ČKD. Tyto stroje létaly ve Svazarmu, Československých aeroliniích a samozřejmě v československém letectvu.

 Francie
- Francouzské letectvo používalo Siebel Si-204 jakož i stroje vyrobené v továrnách SNCAN. V licenci vyráběné stroje měly název Nord NC 701/NC 702.

 Maďarsko
- V Maďarských vzdušných silách sloužilo od roku 1947 do roku 1953 6 strojů Aero C-3.

 Německo
- Luftwaffe

 Polsko
- Polské letectvo používalo 6 strojů NC-701 mezi lety 1949 až 1955 k leteckému snímkování.

 Sovětský svaz

### Civilní
Československo
- Československé aerolinie

 Německo
- Lufthansa používala nejméně 4 stroje Siebel Si-204.

 Polsko
- Letecká společnost LOT používala mezi lety 1947-1948 6 strojů Nord NC 701, později je předala vzdušným silám.

 Švédsko
- Společnost Rikets Allmänna Kartverk používala 5 strojů NC 701, které byly zakoupeny ve Francii mezi lety 1962 - 1970 k leteckému mapování.

 Sovětský svaz
- Aeroflot používal několik ukořistěných Si-204 v roli kurýrních strojů.

 Nizozemsko

## Specifikace (Aero C-103A)

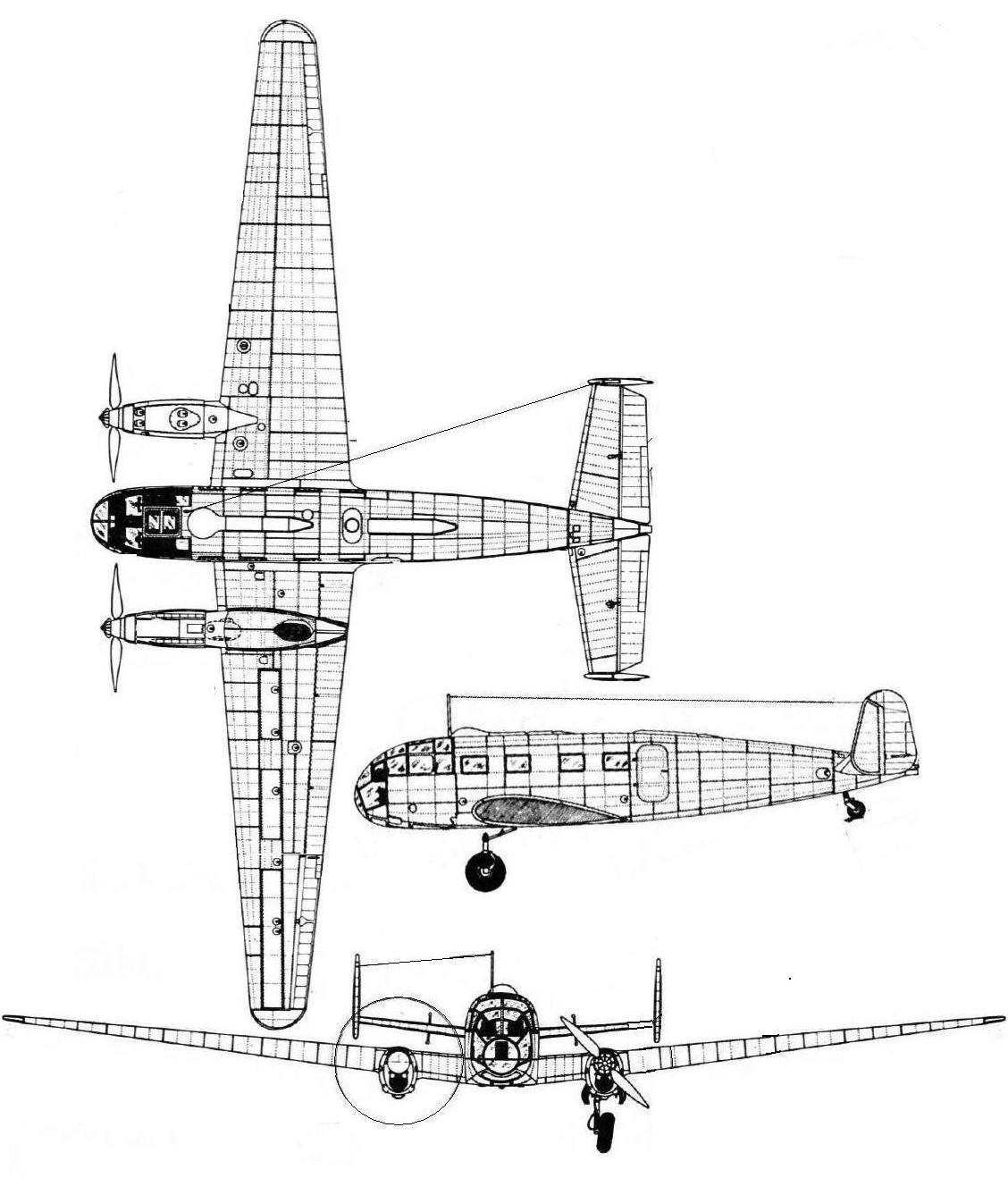
Aero C-3

### Technické údaje
- Posádka: 2
- Kapacita: 8 cestujících
- Rozpětí: 21,28 m
- Délka: 11,95 m
- Výška: 3,93 m
- Nosná plocha: 46 m²
- Plošné zatížení: 117,5 kg/m²
- Hmotnost prázdného letounu: 3920 kg
  - 4150 kg (C-3B upravený pro střelecký výcvik)
- Vzletová hmotnost: 5 400 kg (všechny verze mimo C-3B používané pro výcvik v bombardování)
  - 5600 kg (C-3B pro výcvik v bombardování)
- Pohonná jednotka: 2 × invertní vidlicový dvanáctiválec Argus As 411
- Vzletový výkon motoru: 580 k (427 kW)

### Výkony
- Maximální rychlost: 350 km/h
- Cestovní rychlost: 285 km/h
- Praktický dostup : 7500 m
- Čas výstupu do výšky 3000 m: 10,4 min
- Dolet: 800–1500 km